# سیارک ۲۲۵۶۷
سیارک ۲۲۵۶۷ (به انگلیسی: 22567 Zenisek، نامگذاری:1998HK33) بیست و دو هزار و پانصد و شصت و هفتمین سیارک کشف شده‌است که در ۲۰ آوریل ۱۹۹۸ کشف شد.
قدر مطلق سیارک برابر ۱۱.۲ است.